# Valdengo
Valdengo – miejscowość i gmina we Włoszech, w regionie Piemont, w prowincji Biella.
Według danych na styczeń 2009 gminę zamieszkiwało 2547 osób przy gęstości zaludnienia 330,8 os./1 km².